# توماس ن. إي. غريفيل
توماس ن. إي. غريفيل (بالإنجليزية: Thomas N.E. Greville)‏ هو رياضياتي أمريكي، ولد في 1910، وتوفي في 1998.